# ナイツブリッジ管弦楽団
ナイツブリッジ管弦楽団（英語: Knightsbridge Philharmonic Orchestra, 略称KPO）は、チェリスト・指揮者の伊藤悠貴が2013年に創設した、イギリス、ロンドン（主にナイツブリッジをはじめ都市西部）を拠点とするオーケストラ。現代作曲家による新曲（ロマン派作風）を世に広めることをモットーとし、2人のイギリスで活躍するイギリス人作曲家を専任作曲家として抱えている。これまでの定期演奏会には世界的チェロ奏者ジュリアン・ロイド・ウェバー、ナタリア・ロメイコ（2000年パガニーニ国際コンクール第1位）、オクサナ・シェフチェンコ（2010年スコットランド国際ピアノコンクール第1位）、ベンジャミン・ベイカー（2013年ウィンザー祝祭国際弦楽コンクール第1位）、青木尚佳（2014年ロン＝ティボー国際コンクール第2位）といった国際的に活躍するソリスト達を招いている。